# Dysplasie
Dysplasie (aus altgriechisch δυσ- dys- ‚miss-, un-‘ und πλάσσειν plassein ‚formen, bilden‘; neugriechisch δυσπλασία dysplasía) bezeichnet in der Medizin ganz allgemein eine Fehlbildung oder Fehlanlage.
Ebenso versteht man unter diesem Begriff noch rückbildungsfähige (reversible) Veränderungen von Zellen, Geweben und Organen, die einerseits durch atypische Wachstumsvorgänge und Verlust der Differenzierung gekennzeichnet sind. Hierbei sind die Übergänge zur Anaplasie fließend. Andererseits ist auch eine Aplasie als Dysplasie anzusehen, die aber im Unterschied zur Agenesie durch die Nichtausbildung eines Organes trotz vorhandener Organanlage gekennzeichnet ist.
Bei der Betrachtung des feingeweblichen Aufbaus eines Organs versteht man unter dem Begriff Dysplasie eine Abweichung der Gewebestruktur vom normalen Bild. Treten Dysplasien gehäuft im mikroskopischen Untersuchungsbefund einer histologischen Untersuchung auf, so können dies Krebsvorstufen sein.
Mittelgradige und schwere Dysplasien werden als Präkanzerosen eingestuft, die Vorstufen eines malignen Tumors darstellen.

## Beispiele

### Allgemeine Fehlbildungen
- Adenom gutartige Geschwulst aus Schleimhaut oder Drüsengewebe, die generell jedes Organ betreffen kann.
- Bronchopulmonale Dysplasie
- Dysplasie der Netzhaut, (Reese-Syndrom)
- Fibromuskuläre Dysplasie von Gefäßen
- Dysplasia polyostotica fibrosa (Jaffé-Lichtenstein-Syndrom)
- Ektodermale Dysplasie

### Dysplasien von Skelett und Bindegewebe
Es handelt sich bei den Dysplasien von Skelett und Bindegewebe um systemhafte Störungen des Knochen- und Knorpelgewebes. Somit sind sie keine Organ-, sondern Gewebsdefekte.
- Achondroplasie
- Campomele-Dysplasie
- Dysplasia oculo-auricularis
- Enchondromatose
- Fibröse Dysplasie
- Hüftdysplasie
- Kleidokraniale Dysplasie
- Multiple epiphysäre Dysplasie
- Multiple kartilaginäre Exostosen
- Neurofibromatose (von-Recklinghausen-Syndrom)
- Osteogenesis imperfecta
- Osteopetrose
- Pseudoachondroplasie
- Spondyloepiphysäre Dysplasie
- Thanatophore Dysplasie

### Spezielle feingewebliche Dysplasie als Krebsvorstufe
- Epitheldysplasie der Haut
- Dysplasie von Pigmentzellen der Haut (Dysplastischer Nävus)
- Epitheldysplasie der Magen- und Speiseröhrenschleimhaut
- Epitheldysplasie der Bronchialschleimhaut
- Epitheldysplasie des Muttermundes (Cervix uteri)
- Epitheldysplasie der Vulva (Vulväre intraepitheliale Neoplasie)
- Dysplasie von Schilddrüsenzellen